# Centro di raffreddamento

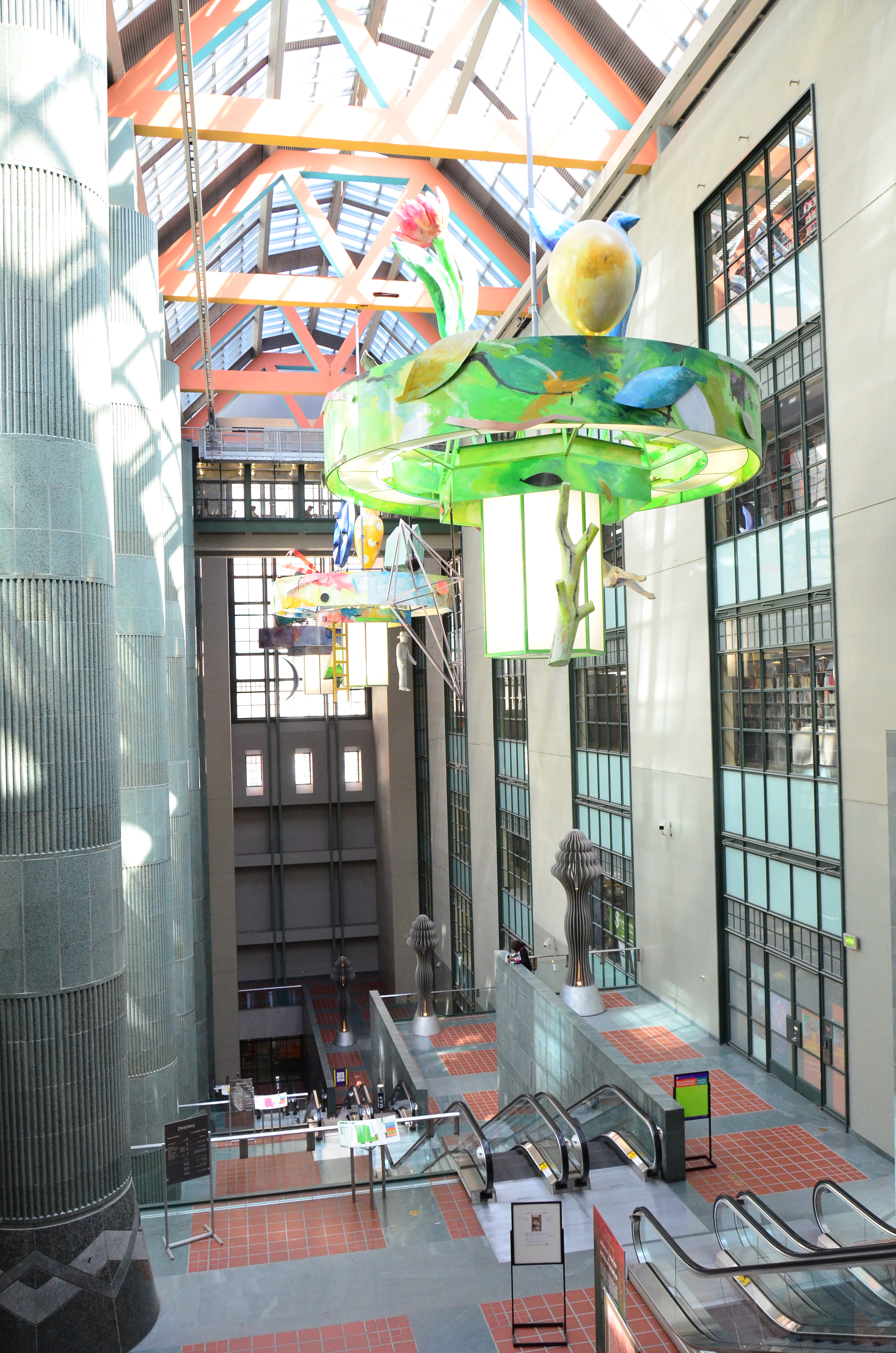
La Los Angeles Central Library è un centro di raffreddamento designato

Un centro di raffreddamento è uno spazio pubblico o privato climatizzato per affrontare temporaneamente gli effetti negativi sulla salute di condizioni climatiche di caldo estremo, come quelle causate dalle ondate di calore. I centri di raffreddamento sono una delle possibili strategie di prevenzione dell'ipertermia causata dal caldo, dall'umidità e dalla scarsa qualità dell'aria.
I centri di raffreddamento forniscono ombra, acqua e aree di riposo, oltre al monitoraggio sanitario ed interventi medici. I centri di raffreddamento sono pensati soprattutto per le persone ad alto rischio di ipertermia (il comune "colpo di calore") come i senzatetto, gli anziani o coloro che non dispongono di aria condizionata in casa.
Con l'aumento della percezione di pericolo di ondate di calore, i centri di raffreddamento sono sempre più utilizzati in molte grandi città in America del Nord, come Los Angeles, New York, Chicago, Boston e Toronto, così come nelle aree urbane meno popolate. I centri di raffreddamento possono essere utilizzati anche in luoghi come Portland e Seattle, dove l'aria condizionata domestica è rara, ma l'estate può portare temperature che superano i 32 °C (90 °F) per diversi giorni. Analogamente, durante l'ondata di calore del 2018 e gli incendi che hanno coinvolto il nord della Scandinavia, un supermercato in Finlandia è stato temporaneamente utilizzato come centro di raffreddamento.
Poiché diversi studi hanno previsto in futuro ondate di calore più intense, frequenti e durature, i governi di molti paesi stanno includendo i centri di raffreddamento come parte della loro strategia di adattamento al caldo e del loro sistema di allerta.

## Organizzazione e proprietà

### Pubblico
In generale, i centri di raffreddamento formali o ufficiali sono implementati e gestiti da una varietà di enti locali, come i comuni, i vigili del fuoco, le agenzie della contea e le organizzazioni senza scopo di lucro. Di solito sono situati in più punti di un comune, come biblioteche pubbliche, centri comunitari, centri per anziani e stazioni di polizia. Un'altra misura sanitaria a volte adottata durante le ondate di calore è quella di estendere le ore di funzionamento delle spiagge e delle piscine pubbliche.
I centri di raffreddamento forniscono ombra, acqua e servizi igienici; possono anche offrire assistenza medica e assistenza sociale. I loro servizi sono rivolti ai senzatetto, a coloro che non hanno accesso a un'adeguata aria condizionata e alle popolazioni a rischio come anziani, bambini e persone con disabilità mentali o condizioni mediche croniche.

### Privato
I centri di raffreddamento privati sono luoghi come centri commerciali, mercati, piscine, centri ricreativi o aziende che le persone utilizzano durante il caldo estremo. Uno studio dell'Università della California, pubblicato online nel gennaio 2023 sulla rivista Applied Geography, ha analizzato i dati degli smartphone per esaminare l'utilizzo dei centri di raffreddamento formali e informali nella contea di Los Angeles. I ricercatori hanno scoperto che complessivamente circa il 20% della popolazione utilizzava i centri di raffreddamento. Della popolazione che ha utilizzato i centri di raffreddamento, il 90% ha utilizzato 610 centri commerciali e altri centri di raffreddamento informali nello studio piuttosto che i centri di raffreddamento della contea (10%).